# Nakao Takehiko
Nakao Takehiko (中尾 武彦) (sinh ngày 5 tháng 3 năm 1956) là nhà chính trị người Nhật Bản. Trước đây, ông từng giữ chức vụ làm Thống đốc Ngân hàng Phát triển Châu Á từ ngày 28 tháng 4 năm 2013 đến ngày 16 tháng 1 năm 2020.